# Galliot du Pré
Galliot du Pré († 1560 oder 1561) war ein bedeutender Pariser Buchhändler und Verleger des 16. Jahrhunderts; er war vereidigter Buchhändler der Pariser Universität. Er und seine Frau Geneviève Le Blanc hatten zahlreiche Kinder, mehrere seiner Söhne, so z. B. Galliot II und Pierre, waren ebenfalls Buchhändler.

## Veröffentlichungen (Auszug)
- Le Grand Coustumier de France (1514)
- L’Instruction et manière de procéder ès cours du Parlement (1514)
- Les Grandes Chroniques de Bretaigne von Alain Bouchart (1514 bis 1531)
- les Mémoires von Philippe de Commynes (1524)
- les Annales et chroniques de France von Nicole Gilles (1525)
- les Œuvres von Alain Chartier (1529)
- Les dictz moraux des philosophes von Guillaume de Tignonville (1531)
- Libri de re rustica von Caton l’Ancien, Varron und Columelle et Palladius (1533);
- Biblia sacra (1541, Folio);
- Les Divines institutions de Lactance Firmian traduites von René Fumé (1542, Folio);
- Tractatus juris regaliorum (1542, Folio);
- Tractatus duo de origine et usu jurisdictionum von Pierre Bertrand (1551).